# Mies van der Rohe-prisen
Mies van der Rohe-prisen (Den Europæiske Unions Pris for Samtidig Arkitetkur) er en pris som uddeles hvert andet år af EU og Fundació Mies van der Rohe, Barcelona, 'for at anerkende og belønne kvalitets arkitetonisk produktion i Europa. Prisen blev oprettet i 1987 som et lige partnerskab mellem Europa-Kommissionen, Europa-Parlamentet og Fundació Mies van der Rohe, Barcelona. Konkurrencen er åben for alle bygningsværker som er afsluttet indenfor den to-årige periode før prisen uddeles. Prisen er opkaldt efter Ludwig Mies van der Rohe.

## Prisvindere
| År   | Arkitekt(er)                                        | Bygning                                    | Placering            |
| ---- | --------------------------------------------------- | ------------------------------------------ | -------------------- |
| 1988 | Alvaro Siza                                         | Banco Borges e Irmão                       | Vila do Conde        |
| 1990 | Norman Foster                                       | New Stansted Airport Terminal              | London               |
| 1992 | Esteve Bonell og Francesc Rius                      | Palau Municipal d'Esports de Badalona      | Badalona, Barcelona  |
| 1994 | Nicholas Grimshaw & Partners                        | Waterloo Station                           | London               |
| 1996 | Dominique Perrault                                  | Bibliothèque nationale de France           | Paris                |
| 1998 | Peter Zumthor                                       | Kunsthaus Bregenz                          | Bregenz              |
| 2001 | Rafael Moneo                                        | Kursaal Palace                             | San Sebastián        |
| 2003 | Zaha Hadid                                          | Parking et station Hœnheim Gare            | Hoenheim, Strasbourg |
| 2005 | Rem Koolhaas                                        | Nederlands ambassade i Berlin              | Berlin               |
| 2007 | Mansilla+Tuñón Arquitectos                          | Contemporary Art Museum of Castilla y León | León                 |
| 2009 | Snøhetta                                            | Operahuset i Oslo                          | Oslo                 |
| 2011 | David Chipperfield                                  | Neues Museum                               | Berlin               |
| 2013 | Henning Larsen Architects og Studio Olafur Eliasson | Koncerthuset Harpa                         | Reykjavík            |
| 2015 | Barozzi/Veiga                                       | Philharmonic Hall Szczecin                 | Stettin              |

## Eksterne links
- Officiel hjemmeside Arkiveret 19. marts 2009 hos  Wayback Machine